# Ferrari 290 MM
Ferrari 290 MM/315 S/335 S är en sportvagn, tillverkad av den italienska biltillverkaren Ferrari mellan 1956 och 1957.

## Bakgrund
Vittorio Jano kom till Ferrari i samband med att Scuderia Ferrari tog över Lancias formel 1-bil D50 under 1955. Janos första uppdrag för sin nya arbetsgivare blev att ta fram en ersättare till den mindre framgångsrika 735 LM. Jano valde att ta fram en ny V12-motor som kombinerade det bästa av de äldre Colombo- och Lampredi-motorerna.

## Utveckling

### 290 MM
Janos sportvagn debuterade 1956 som 290 MM med en 3,5-litermotor. Bilen fick en rad nya tekniska lösningar, jämfört med de äldre tolvorna. Motorn hade dubbeltändning och bilen hade transaxel.

### 315 S
Till 1957 kom 315 S. Motorn utvecklades ytterligare med dubbla överliggande kamaxlar och sex förgasare. Dessutom förstorades den till 3,8 liter.

### 335 S
Till Mille Miglia 1957 tog Ferrari fram en ännu större version, 335 S, med fyralitersmotor. Modellen var inblandad i en fruktansvärd olycka som krävde föraren Alfonso de Portagos, kartläsaren Edmund Nelsons samt nio åskådares liv. Olyckan innebar slutet för det legendariska landsvägsloppet och de stora sportvagnsprototyperna. Inför säsongen 1958 införde FIA nya regleringar, där motorstorleken begränsades till tre liter för att få ner hastigheterna.
De stora Ferrari-bilarna såldes efter säsongen till USA, där tävlingar på nationell nivå fortsatte utan några begränsningar av motoreffekter och hastigheter.

## Tekniska data
| Tekniska data           | 290 MM                                                           | 315 S                                                                 | 335 S                                                                 |
| ----------------------- | ---------------------------------------------------------------- | --------------------------------------------------------------------- | --------------------------------------------------------------------- |
| Motor:                  | Frontmonterad 60° 12-cylindrig V-motor                           | Frontmonterad 60° 12-cylindrig V-motor                                | Frontmonterad 60° 12-cylindrig V-motor                                |
| Cylindervolym:          | 3491 cm³                                                         | 3783 cm³                                                              | 4023 cm³                                                              |
| Borrning x slaglängd:   | 73,0 x 69,5 mm                                                   | 76,0 x 69,5 mm                                                        | 77,0 x 72,0 mm                                                        |
| Kompression:            | 9,0:1                                                            | 9,0:1                                                                 | 9,0:1                                                                 |
| Max effekt vid varvtal: | 350 hk vid 7 200 v/min                                           | 360 hk vid 7 800 v/min                                                | 390 hk vid 7 400 v/min                                                |
| Ventilstyrning:         | En överliggande kamaxel per cylinderrad, 2 ventiler per cylinder | Dubbla överliggande kamaxlar per cylinderrad, 2 ventiler per cylinder | Dubbla överliggande kamaxlar per cylinderrad, 2 ventiler per cylinder |
| Förgasare:              | 3 Weber 36 IR4C                                                  | 6 Weber 42 DCN                                                        | 6 Weber 42 DCN                                                        |
| Växellåda:              | 4-växlad manuell                                                 | 4-växlad manuell                                                      | 4-växlad manuell                                                      |
| Hjulupphängning fram:   | Dubbla tvärlänkar, skruvfjädrar                                  | Dubbla tvärlänkar, skruvfjädrar                                       | Dubbla tvärlänkar, skruvfjädrar                                       |
| Hjulupphängning bak:    | De Dion-axel, tvärliggande bladfjäder                            | De Dion-axel, tvärliggande bladfjäder                                 | De Dion-axel, skruvfjädrar                                            |
| Bromsar:                | Hydrauliska trumbromsar                                          | Hydrauliska trumbromsar                                               | Hydrauliska trumbromsar                                               |
| Chassi & kaross:        | Fackverksram av stål med aluminiumkaross                         | Fackverksram av stål med aluminiumkaross                              | Fackverksram av stål med aluminiumkaross                              |
| Hjulbas:                | 235 cm                                                           | 235 cm                                                                | 235 cm                                                                |
| Torrvikt:               | 880 kg                                                           | 880 kg                                                                | 880 kg                                                                |

## Tävlingsresultat

### Sportvagns-VM 1956
290 MM tog sin första seger redan i sitt första lopp, Mille Miglia 1956 med Eugenio Castellotti. Vid Kristianstads Grand Prix tog man en dubbelseger, med Phil Hill och Maurice Trintignant på första plats, följda av Peter Collins och Wolfgang von Trips.
Tillsammans med den mindre Monza-modellen, som bland annat vann Sebring 12-timmars, dominerade Ferrari återigen sportvagns-VM och vann mästerskapet för tredje gången på fyra år.

### Sportvagns-VM 1957
Säsongen 1957 startade som vanligt med Buenos Aires 1000 km, där Masten Gregory, Castellotti och Luigi Musso vann med en 290 MM. Mille Miglia slutade, trots de Portagos tragiska olycka, med en dubbelseger, med Piero Taruffi på första och von Trips på andra plats i var sin 315 S. Säsongen avslutades med en dubbelseger i Venezuelas Grand Prix. Collins och Hill vann tävlingen, med Mike Hawthorn och Musso på andra plats i var sin 335 S.
Säsongen slutade med ännu en mästerskapstitel för Ferrari.

## Tillverkning
| Modell | Antal |
| ------ | ----- |
| 290 MM | 4     |
| 315 S  | 3     |
| 335 S  | 4     |